# فلورودوبا
فلورودوبا وتُعرف كذلك بـ فدوبا هي هيئة مفلورة من L-دوبا تُصنَّع أساسا كنديد نظيري من النظير فلور 18 لاستخدامها كقائفة مشعة في التصوير المقطعي بالإصدار البوزيتروني (PET). التصوير المقطعي بالإصدار البوزيتروني بفلورودوبا طريقة صالحة لتقييم الحالة الوظيفية للمسار السوداوي المخططي دوباميني الفعل. وهو مفيد بشكل خاص في الدراسات التي تتطلب قياساتٍ مثل اختبارات مسار مرض ما وتأثيرات علاجه.